# 国民政府军事委员会北平分会
国民政府军事委员会北平分会（简称“军分会”），是1932年9月1日至1935年12月设在北平控制华北的军事统帅机构。

## 历史
九一八事变后，张学良退据北平，控制华北军政事务。1931年底，蒋介石内焦外迫，即将下野。为此，1931年11月30日，具有全国武装部队统帅权的陆海空军总司令部结束。1931年12月15日，蒋介石正式通电下野。1931年12月25日张学良将驻北平的陆海空军副司令部改为北平绥靖公署，张学良任主任。
1932年8月5日，行政院长汪精卫携其妻陈璧君突然离京赴沪，通电辞职，并斥责北平绥靖公署主任张学良：“去岁放弃沈阳，再失锦州，致三千万人民，数万里土地，陷于敌手”。在出兵热河抵抗日军侵略问题上，“未闻出一兵，放一矢，乃欲藉抵抗之名，以事敛聚，自一纸宣言捍御外倭以来，所责于财政部，即筹五百万，至少先交两百万，所责于铁道部者，即筹两百万，昨日则又以每月筹助热河三百万，责之行政院矣。当此民穷财尽之际，中央财政，竭蹶万分，亦有耳目，兄宁不知。乃必以此相要挟，诚不解是何居心”。“弟诚无似，不知搜刮民脂民膏，以膺兄一人之欲，使兄失望于弟，惟有引咎辞职，以谢兄一人，并以明无他。惟望兄亦以辞职谢四万万国人，勿使热河平津，为东北锦州之续”。
张学良回复： “自九一八日本侵华以来，国家力谋团结御侮，汪先生如欲辞职，尽可明白向余表示，何必发表与事实不相符合之谈话？自日军侵犯东北以后，余毫无个人生命财产之观念，但因华北治安责任在身，未敢擅离职守，余为军人，负责统率大军，一切行动当不如汪先生自由也，余虽准备交卸，但一旦在职，不得不努力华北治安。”
正坐镇南昌剿共的蒋介石，派出林森、何应钦、朱培德等赴沪劝慰汪精卫回京复职。8月8日，蒋介石致电身处北平的张群劝说张学良立即出兵热河：“中意无论汉卿辞职与否应于三日内亲率所部急趋热河，···部署稍定，拨队即行，不宜稍涉游移之。必如是而后对内对外乃有转机，乃有活着，否则，全陷僵局。吾人惟有坐待崩溃而已，此系中正连日来深思熟虑之结果，希兄切实为汉卿兄言之”。但是张学良对出兵热河甚为消极。8月10日，蒋介石决定向汪精卫作象征性让步，以促其复职：“决令张辞职。嘱其顾全大局，而以另组北平军委会分会，嘱张推举人选候核。”8月13日，蒋介石致电张群：“鄙意军委会分会仍用委员长制，拟以中正自任，而以兄为参谋长，维宙兄为秘书长，汉卿兄仍暂住北平，以私人名义代中主持一切，如此较易处置也”。
1932年8月16日张学良辞职。8月17日，中政会通过了军分会十八名委员名单，张学良未在其中。华北将领要求张群加任张学良为军分会委员，“俾将来共赴华北军事责任”。1932年8月19日北平绥靖公署改为国民政府军事委员会北平分会。蒋介石被迫于8月21日致电正在负责起草军分会组织大纲的军委会办公厅主任朱培德：“组织大纲中应增加一条，本会委员如驻分会所在地，随时得出席分会”，以使身为军委会委员的张学良可以出席军分会。
1932年9月1日正式成立，管辖河北、山西、山东、察哈尔、绥远五省和北平、天津两特别市之军政、军令、国防、绥靖等事宜：
- 委员长蒋介石(名義上兼任)
- 副委员长张学良
- 代理委员长何应钦
- 常务委员蒋介石、张学良、万福麟、荣臻、蒋伯诚
- 委员王树翰、万福麟、张作相、张群、韩复榘、徐永昌、王树常、宋哲元、鲍文樾、于学忠、商震、荣臻、庞炳勋、沈鸿烈、汤玉麟、蒋伯诚、刘翼飞、萧振瀛
- 总参议：熊斌
- 办公厅 厅长鲍文樾。掌理机要、文电、对外交际及不属于其他各处之一切事宜 
  - 机要组
  - 外事组
  - 电务组
- 第一处 处长王以哲，1933年3月调任第六十七军军长，陈钦若接任
  - 第一组掌谍报
  - 第二组掌作战
  - 第三组掌交通
  - 第四组掌训练
- 第二处 处长周濂
  - 第五组掌军械
  - 第六组掌铨叙
  - 第七组掌军籍
  - 第八组掌工程
- 第三处 处长黄师岳
  - 第九组掌军需
  - 第十组掌军医
  - 第十一组掌军法
  - 第十二组(副官组)掌日常勤务事宜
- 政治训练处 处长曾扩情，该处下辖3个科；
  - 第一科
    - 《革命军人画报》 出版地：北平航空署街8号
- 差遣队：总队长周濂兼任
- 参谋团：团长陈钦若兼任

1933年初热河抗战溃败，省主席汤玉麟被免去委员职。3月8日张学良致电南京政府请辞：“……自东北沦陷之后，效命行间，妄冀戴罪图功，勉求自赎。谁料热河之变，未逾旬日，失地千里。……此皆学良一人诚信未孚，指挥不当，以致负政府督责之殷，及国民付托之重。戾愆丛集，自喙莫辞。……应恳迅赐命令，准免各职，以示惩儆；一面迅派大员接替，用申国纪。转还之机，在此一举。……”蒋介石偕宋子文北上视察，先至石家庄，与阎锡山、徐永昌会晤，并电约张学良在保定会晤。3月9日上午张学良与宋子文在保定火车站宋子文的专列上会谈，接受了宋子文传达的张学良引咎下野的意见，并谈妥东北军的善后事宜：
1. 东北军编成为四个军：于学忠（第五十一军）、万福麟（第五十三军）、何柱国（第五第十七军）、王以哲（第六十七军）分任军长。
2. 何应钦任北平军分会代理委员长，原参谋长鲍文樾调为办公厅主任
3. 急调中央军第二师黄杰所部，第二十五师关麟征所部，第六十三师刘戡所部开赴长城各口，阻挡日军南进
4. 蒋介石认为攘外必先安内，对日本以外交为主，用亲日派黄郛来北平主持政务，专办对日外交

1933年3月12日，张学良正式引咎辞北平分会副委员长职，国民政府任命何应钦代理北平分会委员长，在居任堂办公，委员长行营参谋团设在北平市府右街南口右侧的大楼里，何应钦首先任命黄绍竑为北平军分会参谋长，王纶为副参谋长，任命原东北军参谋长鲍文樾为军分会办公厅主任。张群他调。后陆续任命邹作华、刘尚清、钱大钧、胡毓坤、高维岳、戢翼翘、门致中、秦德纯、何竞武、傅作义、吴光新、魏宗瀚、魏益三、鲍毓麟、王以哲、何柱国、徐庭瑶为委员。
1935年12月18日国民政府取消北平军分会和北平政务委员会，指派宋哲元等成立“冀察政务委员会”，辖区包括河北、察哈尔两省及北平、天津两特别市。“冀东防共自治委员会”改为“冀东防共自治政府”，名义上划归“冀察政务委员会”属下，但冀东22县实际处于日军控制。